# Űrgolyhók
Az Űrgolyhók (eredeti cím angolul: Spaceballs) 1987-ben bemutatott amerikai sci-fi-vígjáték, melyet Mel Brooks rendezett, aki a forgatókönyv elkészítésében is közreműködött. A film főbb szerepeiben Bill Pullman, John Candy, Mel Brooks, Rick Moranis és Daphne Zuniga látható. A filmet a Metro-Goldwyn-Mayer mutatta be 1987. június 24-én, vegyes kritikai fogadtatás mellett.
Az Űrgolyhók angol címe nehezen lefordítható szójáték, a Space Ball űrbéli golyókat vagy űrlabdákat jelent, ironikusan értelmezve azonban „űrheréknek”, kissé szabadabban „űrtökfejeknek” illetve „űrbalfékeknek” is fordítható. A szinkronban szereplő magyar fordítás golyhó tájszava hasonló jelentésű: tökkelütött, teszetosza, tehetetlen embert jelent.
A film cselekménye és szereplői elsődlegesen az eredeti Csillagok háborúja trilógiát parodizálják ki, de utalások történnek más tudományos-fantasztikus (sci-fi) filmekre is (Star Trek, A nyolcadik utas: a Halál, A majmok bolygója és folytatásai).

## Cselekmény
|  | Alább a cselekmény részletei következnek! |

A Druidia egy gyönyörű, tiszta és békés bolygó. Lakói boldogan élnek királyuk, a bölcs Roland uralma alatt. Az űrgolyhók viszont mérhetetlen ipari fejlődésükkel és kapzsiságukkal tönkretették saját bolygójukat, már az oxigén is erősen fogytán van. A nép alig kap levegőt, elnökük, a fondorlatos Skroob titokban druidiai import sörösdobozos levegőt szippantgat. Úgy vélik, az a legegyszerűbb megoldás számukra, ha a Druidia tiszta levegőjét egy hatalmas űrporszívóval egyszerűen elrabolják.
Mialatt galád tervükön munkálkodnak az apró termetű, de annál gonoszabb Lord Helmet irányításával, a mit sem sejtő Druidia ünnepre készül. Vespa hercegnő, Roland király lánya tartja nem kívánt esküvőjét a galaxis utolsó fellelhető hercegével, a mindig álmos, nem túl vonzó Valium herceggel, más néven Csipkejózsikával, a szundibundival. Vespa a boldogító igen kimondása előtt Mercedes 2001 SEL űrsiklójával elszökik a rákényszerített házasság elől, Lord Helmet űrcirkálója azonban üldözőbe veszi. Egyik célja, hogy fogságba ejti, majd apjától kizsarolja a Druidiát védő burok kapujának titkos nyitókódját. Másik célja, hogy eközben a mutatós Vespát is megszerezze, akit már régen kinézett magának.
Vespa még időben vészjelet tud küldeni, ezután Roland király Lone Starr, az űrkalandor segítségét kéri lánya kiszabadításához, aki rozoga űrhajójával, félig ember, félig kutya társával, Morzsával az oldalán rögtön neki is áll a mentőakciónak, a beígért egymillió űrdolláros jutalom reményében. Lord Helmet űrcirkálója már éppen beszippantani készül a hercegnő hajóját a vonósugárral, de Lone Starr az utolsó pillanatban átmenti őket saját hajójára. Sikeresen el is menekülnek, ám elkövettek egy nagy hibát: nem tankolták fel rendesen a hajót, az 5 űrdollárnyi üzemanyag meg kifogyóban van.
Kénytelenek kényszerleszállást végrehajtani egy sivatagos bolygón. A vagány Lone Starr és az elkényeztetett hercegnő eleinte nem kedvelik egymást, de hamarosan szerelembe esnek. A sivatagi melegben kis híján szomjan halnak, apró, jawákhoz hasonló, a Csillagok háborúja-filmekből ismert lények mentik meg őket, akik elviszik őket a bölcsek bölcséhez, a félelmetes Yoghurt varázslóhoz. Yoghurtról kiderül, hogy csak elsőre félelmetes, valójában egy kedves és segítőkész lény. Hatalmának titka nem az Erő, hanem egy gyűrű, a Schwartz. A gyűrűnek eredetileg két fele volt. A jó oldala Yoghurthoz került, a gonosz fele Lord Helmeté lett. Nagy bölcsként megfejti a Starr nyakában lógó medál ismeretlen szövegét, de nem árulja el annak tartalmát. Míg Yoghurt a Schwartz erejét tanítja Starrnak, az őket követő Lord Helmet elrabolja és a hajójára viszi a hercegnőt.
Starr és Morzsa utánuk indulnak, de előtte Yoghurt odaadja varázsgyűrűjét Starrnak, mellé ad egy szerencsekekszet is, azzal a tanácssal, hogy nagy baj esetén törje ketté, mielőtt megeszi. Vespa az űrgolyhók fogságában van, apja a zsarolásnak – ami abban áll, hogy a lánya orrát egy plasztikai sebész segítségével visszavarázsolják az eredeti, görbe formájára – kénytelen engedelmeskedni, elárulja Druidia védőkapujának titkos kódját: 1, 2, 3, 4, 5. Az űrkapuhoz érkező cirkáló transzformerként lassan átalakul egy hatalmas, porszívózó szobalánnyá, majd a kapun keresztül elkezdi Druidia levegőjét kiszippantani. A lakókra a fulladás vár.
Starr és Morzsa mentheti meg már csak őket. Önmagukat űrgolyhóknak álcázzák, így sikerül behatolniuk Lord Helmet hajójára. Kimentik Vespát, ám mikor Starr és Helmet közvetlenül megmérkőznek, Starr majdnem alulmarad, Helmet egy gonosz trükkel a gyűrűt is megszerzi tőle: mondván, hogy kiegyenlített a küzdelem, mivel Yoghurt a fiút jól kitanította, inkább békekötést ajánl fel, amit egy kézfogással akar jelezni, azonban amikor Starr is kezét nyújtja felé, akkor lehúzza Helmet Starr ujjáról az gyűrűt, majd a szándékosan a földre dobja, ahol elérhetetlen helyre esik. Helmet már a végső csapásra készül saját gyűrűjével, a Schwartz gonosz oldalával, ám Starr egy tükörrel visszaveri a sugarat, az Helmetet találja el egy kényes testrészén. Mikor a sugár erejétől a falnak csúszik, sisakjával akaratlanul is megnyomja az űrhajó önmegsemmisítő gombját. Elindul a visszaszámlálás, a robbanás pedig 3 perc múlva várható.
Starrék saját hajójukon elmenekülnek. Az űrgolyhók hajóján kitör a pánik, a legénység elmenekül a mentőkabinokban, a zűrzavarban Helmetnek, az elnöknek és a hajó parancsnokának nem jut mentőkabin. Ők hárman az óriási szobalánnyá átalakult űrhajó fejében rekednek, a robbanás után pedig, melyet szerencsésen túléltek, egy majmok által lakott bolygón érnek földet.
A kis kitérő után folytatódik Vespa és Valium esküvője. Starr nem is vette fel az egymilliós jutalmat, csak annyit kért, amennyiért hajóját feltankolhatja, majd Morzsával tovább indult. Tudja, Vespa csak egy herceghez mehet feleségül. Mivel nem vette fel a jutalmat, nincs egy fillérjük sem. Morzsa éhes, ezért kettétöri a szerencsekekszet, hogy megegye. Yoghurt vizualizálódik ki belőle, elárulja a medál szövegét, eszerint a szüleit nem ismerő, medállal a nyakában csecsemőként talált Starr királyi családból származik, valójában herceg, tehát elveheti Vespát. Hipersebességgel mennek vissza a Druidiára, másodpercekkel a nem kívánt igen kimondása előtt érkeznek. Mikor elárulja hercegi származását, Vespa vőlegényét félrelökve rohan a karjaiba. Az egyre türelmetlenebb pap a legrövidebb verzióban összeadja őket. Druidia megmenekült, mindenki boldog, a szerelmesek csókjával zárul a film.
|  | Itt a vége a cselekmény részletezésének! |

## Szereplők
| Szerep                                            | Színész                                   | Magyar hang        | Parodizált figura                                                 | Egyéb utalás |
| ------------------------------------------------- | ----------------------------------------- | ------------------ | ----------------------------------------------------------------- | --- |
| Lone Starr                                        | Bill Pullman                              | Hegedűs D. Géza    | Han Solo Luke Skywalker                                           | Ruházata Indiana Jones-ra emlékeztet, akit Han Solóhoz hasonlóan Harrison Ford alakított. A lone star jelentése 'magányos csillag', szintén utalás a „Solo” névre. |
| Vespa hercegnő                                    | Daphne Zuniga                             | Kiss Erika         | Leia Organa                                                       | |
| Morzsa                                            | John Candy                                | Kránitz Lajos      | Csubakka                                                          | |
| Lord Helmet                                       | Rick Moranis                              | Harkányi Endre     | Darth Vader                                                       | Neve magyarul Sisak nagyúrt jelent. |
| Skroob elnök                                      | Mel Brooks                                | Kautzky József     | Tarkin kormányzó                                                  | Neve Mel Brooks vezetéknevének anagrammája. |
| Yoghurt                                           | Mel Brooks                                | Elekes Pál         | Yoda Obi-Wan Kenobi                                               | |
| Roland király                                     | Dick Van Patten                           | Velenczey István   |                                                                   | |
| Sandurz ezredes                                   | George Wyner                              | Helyey László      | birodalmi tisztek                                                 | Neve utalás Colonel Sandersre (ezredes angolul Colonel), a KFC alapítójára.                                                                                        |
| Robot udvarhölgy                                  | Joan Rivers (eredeti hang) Lorene Yarnell | Bencze Ilona       | C-3PO                                                             | |
| Rádiós                                            | Michael Winslow                           | Soós László        |                                                                   | Hangutánzásával Winslow egyéb szerepeit idézi, például Larvel Jonest a Rendőrakadémia-filmekből.                                                                   |
| Pizza a la Hutt                                   | Dom DeLuise                               | Soós László        | Jabba, a hutt                                                     | Karaktere utalás a Pizza Hut étteremláncra. |
| Balfasz őrnagy                                    | Jim Jackman                               | Soós László        | birodalmi tisztek                                                 | |
| Kane                                              | John Hurt                                 | Balázsi Gyula      | Önmaga az Alienből                                                | |
| Rico őrmester                                     | Sal Viscuso                               | Sörös Sándor       |                                                                   | |
| Pap                                               | Ronny Graham                              | Komlós András      |                                                                   | |
| Valium herceg, a magyar szinkronban Csipkejózsika | JM J. Bullock                             | Schnell Ádám       |                                                                   | A Valium (magyar változata Seduxen) egy álmosító hatású nyugtatószer neve.                                                                                         |
| Zircon parancsnoknő                               | Leslie Bevis                              | Menszátor Magdolna | birodalmi tisztek                                                 | |
| Vinnie                                            | Rudy De Luca                              | Kristóf Tibor      | Bib Fortuna/ Boba Fett                                            | |
| Lézerágyús                                        | Mike Pniewski                             | Rosta Sándor       |                                                                   | |
| Snotty                                            | Jeff MacGregor                            | Rosta Sándor       | Montgomery Scott "Scotty" az Enterprise főgépésze a Star Trek-ből | |
| Szakállas nő                                      | Dee Booher                                | Rosta Sándor       |                                                                   | |
| Dr. Szlotkin                                      | Sandy Helberg                             | Lippai László      |                                                                   | az orvos, akit sisak nagyúr bérel fel, hogy operálja meg Vespa hercegnő orrát.                                                                                     |
| Rajparancsnok                                     | Stephen Tobolowsky                        | Melis Gábor        |                                                                   | |
| Sivatagot átfésülő katona                         | Tim Russ                                  | Csankó Zoltán      |                                                                   | |
| Önmegsemmisítés hangja                            | Julie Pitkanen                            | Magda Gabi         |                                                                   | |
| TV-s hírolvasó                                    | Jack Riley                                |                    |                                                                   | |
| Pincérnő                                          | Dey Young                                 | Spilák Klára       |                                                                   | |
| Nő az étteremben                                  | Rhonda Shear                              |                    |                                                                   | |
| Fekete kamionos az étteremben                     | –                                         | Schnell Ádám       |                                                                   | |
| Törpék                                            |                                           |                    | dzsavák                                                           | |

## Filmek, amelyekre utalások történnek
- Csillagok háborúja filmek
- Indiana Jones-filmek (Lone Starr öltözéke és a Végzet temploma említése)
- A nyolcadik utas: a Halál (az űrkocsma jelenet)
- Rendőrakadémia (Larvel Jones hangutánzása)
- Óz, a csodák csodája (Yoghurt földalatti temploma az óriásszoborral)
- Arábiai Lawrence (a sivatagi jelenet kísérőzenéje azonos a filmével)
- Star Trek (transzportáló készülék és a vulcani idegfogás)
- A majmok bolygója (film, 1968) (Lord Helmeték földetérése az űrhajó felrobbanása után)
- Transformers (átalakuló űrhajó)
- Mel Brooks régebbi filmjei (a videotéka jelenet)
- 2001: Űrodüsszeia (skótkockás pléd és az üstdobos jelenet)
- Rambo (a figura megemlítése)
- Rocky (a film említése)
- Híd a Kwai folyón, a törpék a film dalára menetelnek a sivatagban (a film főszereplője Alec Guinness volt, aki a Star Warsban az öreg Obi-Wan Kenobit alakította)

## Érdekességek
- Jeremy Taylor (Szabó Imre) Bolygófalók című sci-fi regényének gonosz földönkívüli lényei hasonló módszerrel élnek: a megtámadott bolygók légkörét egyszerűen kiszippantják.
- Lord Helmet eredeti (angol) hangja két különálló hangkarakterből áll. Leengedett sisakrostéllyal Darth Vader nagyon tiszta és jól intonált angolját utánozza, felemelt rostéllyal viszont a hétköznapi amerikai nyelvezetre tér át. A kétféle hang egy jeleneten belül is hallható. Mindez finom utalás volt arra, hogy Darth Vader (Star Wars) alakját David Prowse angol testépítő és később nehézsúlyú súlyemelő bajnok személyesítette meg, de eredeti hangját James Earl Jones amerikai színész adta. (A magyar szinkron más megközelítésben hozta a figurát.)
- Az eredeti hangban néhány poén a „druid” és „jewish” szavak hasonlóságán alapul, ezeket a magyar szinkronba nem ültették át.
- Az űrkocsma jelenetben szó szerint ugyanannak a Kane nevű figurának a tüdejéből tör elő az idegen, mint az eredeti A nyolcadik utas: a Halál c. filmben, ugyanis a karaktert itt is, ott is John Hurt alakította.
- Az űrgolyhók elnökének a palotája megegyezik a washingtoni Capitolium kupolájával. Az elnök indulója azonos az amerikai elnökök indulójával (Hail to the Chief – Éljen a Főnök).
- A filmben látható Galaxy Grill étteremről mintázták a Kenyér Királyok című rajzfilmben Mr. Pompás éttermét.
- A film elkészítése előtt George Lucas engedélyét kérték a forgatás megkezdése előtt. Egyetlen egy feltétele volt, hogy nem készülhet Űrgolyhók reklám termék. Ezt a film kiparodizálja Yoghurt egyik jelenetében. Nem mellesleg George Lucas által alapított Industrial Light & Magic készítette a vizuális effekteket, úgy ahogy a Star Wars filmeknél is.
- A jelenet, amiben Lord Helmet a babáival játszik, teljes egészében Rick Moranis improvizációja volt.

## Filmzenei album
Az albumot az Atlantic Records adta ki hanglemezen, CD lemezen és kompakt kazettán.
- 1. Spaceballs Main Title Theme – John Morris
- 2. My Heart Has a Mind of Its Own  – Jeffrey Osborne and Kim Carnes
- 3. Heartstrings  – Berlin
- 4. Spaceballs Love Theme (Instrumental) – John Morris
- 5. The Winnebago Crashes/The Spaceballs Build Mega-Maid – John Morris
- 6. Spaceballs – The Spinners
- 7. Hot Together – The Pointer Sisters
- 8. Good Enough – Van Halen
- 9. Wanna Be Loved by You – Ladyfire
- 10.Raise Your Hands" (Hidden track) – Bon Jovi

## Lásd még
- Spaceballs: The Animated Series (2008)